# Méhes György-díj

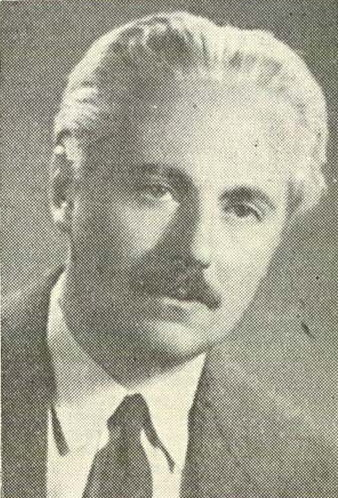
Méhes György

A Méhes György-díj Méhes György hagyatékából alapított több irodalmi díjat tartalmaz. A kitüntetettek kilétét 2022-ig a jogörökösök döntötték el, az Erdélyi Magyar Írók Ligája (E-MIL) vezetőségének ajánlása alapján. 2022-ig évente két kategóriában osztottak díjat. A 3000 euróval járó Méhes György-díjjal, ami egyúttal az E-MIL Irodalmi Nagydíja is volt, az erdélyi magyar irodalomért tett szolgálatot és/vagy kiemelkedő szépirodalmi alkotást, illetve életművet, az 1000 eurós Méhes György-debütdíjjal pedig a legtehetségesebbnek ítélt elsőkötetes alkotót jutalmazzák.
2023-tól, a Méhes György – Nagy Elek Alapítvány létrejöttét követően az Alapítvány kuratóriuma dönti el a díjazottak kilétét. Ezzel egy időben a díjak számát háromra emelték. Kárpát-medencei irodalmi díjként jött létre a Méhes György-életműdíj, mely a Kárpát-medencéhez kötődő irodalmi életművet díjaz, díjazása 5000 euró. Erdélyi irodalmi-díjként osztják ki a Méhes György-díjat, az erdélyi magyar irodalomért tett szolgálatot és/vagy kiemelkedő szépirodalmi alkotást, kivételes esetben életművet díjazva. Ennek díjazása 3000 euró. A kuratórium, döntéskor figyelembe veszi az E-MIL ajánlásait. Erdélyi irodalmi debütdíjként osztják ki a Méhes György-debütdíjat, amellyel a legtehetségesebbnek ítélt elsőkötetes erdélyi alkotót – kivételes esetben az ifjúsággal foglalkozó irodalmi szervezetet – jutalmazzák, díja 1000 euró. A kuratórium az E-MIL ajánlásai közül választja ki a díjazottat.

## Története
2002-ben Méhes Györgyöt (polgári nevén Nagy Eleket) Kossuth-díjjal tüntették ki. A legmagasabb állami kitüntetéssel járó összeget díjalapként az erdélyi magyar irodalom rangos műveinek jutalmazására, valamint tehetségkutatásra ajánlotta föl. A 2013-as díjakat 2014. május 14-én, az író születésnapján osztották ki. 2016-ban az a döntés született, hogy a díjat mindig a következő év májusában, az író születésének hónapjában osztják ki. Miután 2022. május 18-án az író gyermekei, Sárkány-Nagy Erzsébet és Nagy Elek aláírásukkal létrehozták a Méhes György – Nagy Elek Alapítványt (Méhes György fiatalkorában, amíg el nem tiltották az ötvenes évek elején polgári nevének használatától, Nagy Elek néven írt és publikált), az új kuratórium folytatta a hagyományt, mely szerint a díjakat az író születésnapján, vagy ahhoz közeli dátumon adják át, és a díj az adott évre vonatkozik. A kuratórium kizárólag a 2023-as díjak kiosztásakor úgy döntött, hogy az újonnan létrehozott Kárpát-medencei irodalmi Méhes György-életműdíjat két szerzőnek adományozzák, szimbolikusan egy anyaországi alkotónak, Temesi Ferenc személyében, és egy erdélyinek, Király László személyében.

## Díjazottak (2002–2021)
| Év   | Díj (E-MIL irodalmi Nagydíj) | Debütdíj |
| ---- | --- | --- |
| 2002 | Mózes Attila (életművéért és az Árvízkor a folyók megkeresik régi medrüket c. regényért)                                                                      | Farkas Wellmann Éva (az Itten ma donna választ c. verseskönyvért)                                                         |
| 2003 | Király László (életművéért) | Páll Zita (a Milyen fej varródhat az ex-macska nyakához c. kritikakötetért)                                               |
| 2004 | Fekete Vince (életművéért, szerkesztői tevékenységéért) | Magyary Ágnes (a Periton c. prózakötetért)                                                                                |
| 2005 | Bréda Ferenc (életművéért, a tehetségkutatásban játszott kiemelkedő szerepéért)                                                                               | Ármos Lóránd (a Rózsahús c. verseskönyvért), Burus János Botond (a Pethő Marcit elhagyja az Isten c. prózakötetért)       |
| 2006 | Szőcs Géza (életművéért és a Liberté 1956 c. könyvért) | Noszlopi Botond (a Csendrappszódia c. verseskönyvért)                                                                     |
| 2007 | Bogdán László (életművéért) | Bálint Tamás (A pap leánya, birtokostul c. verseskönyvért)                                                                |
| 2008 | Jean-Luc Moreau (Bánffy Miklós Erdélyi történet c. művének francia nyelvű fordításáért és népszerűsítéséért)                                                  | Jancsó Noémi (az Emotikon c. vers- és prózakötetért)                                                                      |
| 2009 | Kuszálik Péter (a Purgatórium c. alternatív Sütő András-életrajzért)                                                                                          | Dobai Bálint (a Megfáztam egy temetésen c. verseskönyvért)                                                                |
| 2010 | Sántha Attila (az Írások könyve című esszékötetért valamint az erdélyi irodalmi életben játszott kimagasló szerepéért)                                        | A Bretter György Irodalmi Kör két évtizedes tehetségkutató munkásságáért                                                  |
| 2011 | Lövétei Lázár László (életművéért) | Potozky László (az Áradás c. prózakötetért)                                                                               |
| 2012 | Farkas Wellmann Endre (az L. D. hagyatéka c. verseskönyvért)                                                                                                  | Vass Ákos-Lajos (a Pulton innen, pulton túl c. verseskönyvért)                                                            |
| 2013 | György Attila (irodalmi munkásságáért, valamint a Bestiarium Siculorum c. könyvéért) A díjat 2014. május 14-én, Méhes György születésnapján osztották ki.     | Varga Edgár László (Cseréptavasz c. verseskönyvéért) A díjat 2014. május 14-én, Méhes György születésnapján osztották ki. |
| 2014 | Nagy Koppány Zsolt (irodalmi munkásságáért, valamint a Nem kell vala megvénülnöd 2.0 c. könyvéért)                                                            | Dimény H. Árpád (az Apatológia c. verseskönyvéért)                                                                        |
| 2015 | Egyed Péter (életművéért, valamint Irodalmi rosta c. kötetéért)                                                                                               | Láng Orsolya (Tejszobor című kötetéért)                                                                                   |
| 2016 | Szálinger Balázs (egyebek mellett 360° c. verseskötetéért) | Tamás Kincső (az A Csinált-patak állatkertje c. rövid prózai írásokat tartalmazó kötetéért)                               |
| 2017 | László Noémi (Bodzabél c. kötetéért, valamint költői és műfordítói tevékenységéért)                                                                           | Sztercey Szabolcs (A nyelvtani közép c. verseskötetéért)                                                                  |
| 2018 | Láng Gusztáv („emberöltőnyi irodalmi munkásságáért”, valamint a Kántor Lajos–Láng Gusztáv: Száz év kaland. Erdély magyar irodalmáról, 1918–2017 c. könyvéért) | Kali Ágnes (Ópia c. verseskönyvéért)                                                                                      |
| 2019 | Király Zoltán (Lassú c. válogatott és új verseket tartalmazó kötetéért)                                                                                       | Sánta Miriám (Hétfőn meghalsz c. verseskönyvéért)                                                                         |
| 2020 | Egyed Emese (életművéért és Daphne ideje c. kötetéért) | Székely Örs (Ostinato c. verseskönyvéért)                                                                                 |
| 2021 | Molnár Vilmos (Kőrösi Csoma Sándor csodálatos cselekedetei – Rendhagyó legendárium c. kötetéért)                                                              | Fehér Imola (VálóVersek c. kötetéért)                                                                                     |

## Díjazottak a 2022-es évet követően
| Év   | Kárpát-medencei irodalmi Méhes György-életműdíj | Erdélyi irodalmi Méhes György-díj                   | Erdélyi irodalmi Méhes György-debütdíj                        |
| ---- | ----------------------------------------------- | --------------------------------------------------- | ------------------------------------------------------------- |
| 2023 | Király László és Temesi Ferenc (életművéért)    | Borsodi L. László (Estére megöregszel c. kötetéért) | Megosztva: Bréda Ferenc Irodalmi Kör, Hervay Klub             |
| 2024 | Oravecz Imre (életművéért)                      | Szakolczay Lajos (életművéért)                      | Nagy Zalán (Atlasz vállára veszi a holdat c. verseskötetéért) |